# HK Bejbarys Atyrau
HK Beybarys Atyrau (Бейбарыс) je hokejový tým z města Atyrau, který hraje v Kazašské lize. Tým byl založený roku 2009, od téhož roku se klub také zapojil do tamní ligy. Klub hraje v Khiuaz Dospanova Ice Palace Atyrau aréně. V barvách má zelenou a bílou barvu.